# Glaucostola underwoodi
Glaucostola underwoodi är en fjärilsart som beskrevs av Rothschild 1910. Glaucostola underwoodi ingår i släktet Glaucostola och familjen björnspinnare. Inga underarter finns listade i Catalogue of Life.